# Eppenbrunn
Eppenbrunn település Németországban, Rajna-vidék-Pfalz tartományban. Lakosainak száma 1296 fő (2023. december 31.).

## Népesség
A település népességének változása:
| Lakosok száma | 1602 | 1342 | 1286 | 1297 | 1284 | 1296 |
|               | 1975 | 2017 | 2019 | 2021 | 2022 | 2023 |